# Azerbejdżan na Zimowych Igrzyskach Olimpijskich 2018
Azerbejdżan na Zimowych Igrzyskach Olimpijskich 2018 – występ kadry sportowców reprezentujących Azerbejdżan na igrzyskach olimpijskich w Pjongczangu w 2018 roku.
W kadrze znalazł się jeden zawodnik – narciarz alpejski Patrick Brachner, który wystąpił w jednej konkurencji. Brachner, który z pochodzenia jest Austriakiem i do lipca 2010 roku reprezentował swoją ojczyznę, wystąpił na igrzyskach po raz drugi z rzędu.
Chorążym reprezentacji Azerbejdżanu podczas ceremonii otwarcia igrzysk był Patrick Brachner, a podczas ceremonii zamknięcia rolę tę pełnił wolontariusz z komitetu organizacyjnego. Reprezentacja Azerbejdżanu weszła na stadion jako 46. w kolejności, pomiędzy ekipami z Irlandii i Andory.
Był to 6. start reprezentacji Azerbejdżanu na zimowych igrzyskach olimpijskich i 12. start olimpijski, wliczając w to letnie występy.

## Skład reprezentacji

### Narciarstwo alpejskie
| Konkurencja     | Zawodnik         | Przejazd 1 | Przejazd 1 | Przejazd 2 | Przejazd 2 | Czas łączny | Miejsce |
| Konkurencja     | Zawodnik         | Czas       | Miejsce    | Czas       | Miejsce    | Czas łączny | Miejsce |
| --------------- | ---------------- | ---------- | ---------- | ---------- | ---------- | ----------- | ------- |
| Slalom mężczyzn | Patrick Brachner | DNF        | DNF        | DNS        | DNS        | DNF         | DNF1    |